# Nesticus vazquezae
Nesticus vazquezae là một loài nhện trong họ Nesticidae.
Loài này thuộc chi Nesticus. Nesticus vazquezae được Willis J. Gertsch miêu tả năm 1971.